# Meridià 29 a l'est
El meridià 29 a l'est de Greenwich és una línia de longitud que s'estén des del pol Nord travessant l'oceà Àrtic, Europa, Àfrica, l'oceà Índic, l'oceà Antàrtic i l'Antàrtida fins al pol Sud.
El meridià 29 a l'est forma un cercle màxim amb el meridià 151 a l'oest. Com tots els altres meridians, la seva longitud correspon a una semicircumferència terrestre, uns 20.003,932 km. Al nivell de l'Equador, és a una distància del meridià de Greenwich de 3.228 km.
El meridià defineix la frontera oriental de l'àrea d'Abyei, que és disputada per Sudan i Sudan del Sud.

## De Pol a Pol
Començant en el pol Nord i dirigint-se cap al pol Sud, aquest meridià travessa:
| Coordenades                             | País, territori o mar    | Notes                                                                            |
| --------------------------------------- | ------------------------ | -------------------------------------------------------------------------------- |
| 90° 0′ N, 29° 0′ E / 90.000°N,29.000°E  | Oceà Àrtic               |                                                                                  |
| 78° 56′ N, 29° 0′ E / 78.933°N,29.000°E | Noruega                  | Illa de Kongsøya, Svalbard                                                       |
| 78° 53′ N, 29° 0′ E / 78.883°N,29.000°E | Mar de Barents           |                                                                                  |
| 70° 52′ N, 29° 0′ E / 70.867°N,29.000°E | Noruega                  |                                                                                  |
| 69° 43′ N, 29° 0′ E / 69.717°N,29.000°E | Finlàndia                |                                                                                  |
| 69° 18′ N, 29° 0′ E / 69.300°N,29.000°E | Noruega                  |                                                                                  |
| 69° 2′ N, 29° 0′ E / 69.033°N,29.000°E  | Rússia                   |                                                                                  |
| 68° 8′ N, 29° 0′ E / 68.133°N,29.000°E  | Finlàndia                |                                                                                  |
| 61° 11′ N, 29° 0′ E / 61.183°N,29.000°E | Rússia                   |                                                                                  |
| 60° 12′ N, 29° 0′ E / 60.200°N,29.000°E | Mar Bàltic               | Golf de Finlàndia                                                                |
| 59° 49′ N, 29° 0′ E / 59.817°N,29.000°E | Rússia                   |                                                                                  |
| 56° 2′ N, 29° 0′ E / 56.033°N,29.000°E  | Belarús                  |                                                                                  |
| 51° 34′ N, 29° 0′ E / 51.567°N,29.000°E | Ucraïna                  |                                                                                  |
| 47° 58′ N, 29° 0′ E / 47.967°N,29.000°E | Moldàvia                 | Passa a través de l'estat independent de facto però no reconegut de Transnistria |
| 46° 29′ N, 29° 0′ E / 46.483°N,29.000°E | Ucraïna                  |                                                                                  |
| 46° 14′ N, 29° 0′ E / 46.233°N,29.000°E | Moldàvia                 | Per uns 11 km                                                                    |
| 46° 9′ N, 29° 0′ E / 46.150°N,29.000°E  | Ucraïna                  | Per uns 7 km                                                                     |
| 46° 4′ N, 29° 0′ E / 46.067°N,29.000°E  | Moldàvia                 | Per uns 4 km                                                                     |
| 46° 2′ N, 29° 0′ E / 46.033°N,29.000°E  | Ucraïna                  |                                                                                  |
| 45° 21′ N, 29° 0′ E / 45.350°N,29.000°E | Romania                  |                                                                                  |
| 44° 40′ N, 29° 0′ E / 44.667°N,29.000°E | Mar Negre                |                                                                                  |
| 41° 15′ N, 29° 0′ E / 41.250°N,29.000°E | Turquia                  | 25 km. Tràcia, passa just a l'est d'Estanbul                                     |
| 41° 2′ N, 29° 0′ E / 41.033°N,29.000°E  | Mar de Màrmara           |                                                                                  |
| 40° 39′ N, 29° 0′ E / 40.650°N,29.000°E | Turquia                  | 19 km. Anatòlia (panínsula d'Armutlu)                                            |
| 40° 28′ N, 29° 0′ E / 40.467°N,29.000°E | Mar de Màrmara           | Badia de Gemlik                                                                  |
| 40° 22′ N, 29° 0′ E / 40.367°N,29.000°E | Turquia                  | 430 km. Anatòlia                                                                 |
| 36° 43′ N, 29° 0′ E / 36.717°N,29.000°E | Mar Mediterrània         |                                                                                  |
| 30° 50′ N, 29° 0′ E / 30.833°N,29.000°E | Egipte                   |                                                                                  |
| 22° 0′ N, 29° 0′ E / 22.000°N,29.000°E  | Sudan                    |                                                                                  |
| 10° 10′ N, 29° 0′ E / 10.167°N,29.000°E | Frontera d'Abyei i Sudan | Abyei és controlat per Sudan, i reclamat per Sudan del Sud                       |
| 9° 40′ N, 29° 0′ E / 9.667°N,29.000°E   | Sudan del Sud            |                                                                                  |
| 4° 29′ N, 29° 0′ E / 4.483°N,29.000°E   | R.D. del Congo           |                                                                                  |
| 2° 18′ S, 29° 0′ E / 2.300°S,29.000°E   | Ruanda                   |                                                                                  |
| 2° 42′ S, 29° 0′ E / 2.700°S,29.000°E   | R.D. del Congo           | Per uns 8 km                                                                     |
| 2° 47′ S, 29° 0′ E / 2.783°S,29.000°E   | Burundi                  | Per uns 4 km                                                                     |
| 2° 49′ S, 29° 0′ E / 2.817°S,29.000°E   | R.D. del Congo           |                                                                                  |
| 8° 27′ S, 29° 0′ E / 8.450°S,29.000°E   | Zàmbia                   | Passa a través del Llac Mweru                                                    |
| 12° 17′ S, 29° 0′ E / 12.283°S,29.000°E | R.D. del Congo           |                                                                                  |
| 13° 25′ S, 29° 0′ E / 13.417°S,29.000°E | Zàmbia                   |                                                                                  |
| 15° 56′ S, 29° 0′ E / 15.933°S,29.000°E | Zimbàbue                 | Passa a través del Llac Kariba                                                   |
| 21° 46′ S, 29° 0′ E / 21.767°S,29.000°E | Botswana                 |                                                                                  |
| 22° 16′ S, 29° 0′ E / 22.267°S,29.000°E | Sud-àfrica               | Limpopo Mpumalanga Gauteng - Per uns 14 km Mpumalanga Estat Lliure KwaZulu-Natal |
| 28° 55′ S, 29° 0′ E / 28.917°S,29.000°E | Lesotho                  |                                                                                  |
| 30° 1′ S, 29° 0′ E / 30.017°S,29.000°E  | Sud-àfrica               | Cap Oriental                                                                     |
| 32° 9′ S, 29° 0′ E / 32.150°S,29.000°E  | Oceà Índic               |                                                                                  |
| 60° 0′ S, 29° 0′ E / 60.000°S,29.000°E  | Oceà Antàrtic            |                                                                                  |
| 69° 45′ S, 29° 0′ E / 69.750°S,29.000°E | Antàrtida                | Terra de la Reina Maud, reclamat per Noruega                                     |